# Saint-Racho
Saint-Racho – miejscowość i gmina we Francji, w regionie Burgundia-Franche-Comté, w departamencie Saona i Loara.
Według danych na rok 1990 gminę zamieszkiwało 209 osób, a gęstość zaludnienia wynosiła 20 osób/km² (wśród 2044 gmin Burgundii Saint-Racho plasuje się na 702. miejscu pod względem liczby ludności, natomiast pod względem powierzchni na miejscu 902.).